# Saprencyrtus casuarinae
Saprencyrtus casuarinae är en stekelart som först beskrevs av Girault 1934.  Saprencyrtus casuarinae ingår i släktet Saprencyrtus och familjen sköldlussteklar. Inga underarter finns listade i Catalogue of Life.